# Costa di Mezzate
Costa di Mezzate (lombardul: Costamesàt) település Olaszországban, Lombardia régióban, Bergamo megyében. Lakosainak száma 3389 fő (2023. január 1.). Costa di Mezzate Bagnatica, Montello, Bolgare, Gorlago, Albano Sant’Alessandro és Calcinate községekkel határos.

## Népesség
A település lakossága az elmúlt években az alábbi módon változott:
| Lakosok száma | 3340 | 3374 | 3389 |
|               | 2017 | 2018 | 2023 |